# Tanytarsus verralli
Tanytarsus verralli är en tvåvingeart som beskrevs av Maurice Emile Marie Goetghebuer 1928. Tanytarsus verralli ingår i släktet Tanytarsus och familjen fjädermyggor. Arten är reproducerande i Sverige. Inga underarter finns listade i Catalogue of Life.